# Sokak triju ruža (1992.)
Sokak triju ruža je hrvatski igrani film, proizvodnja HRT. Priča o sudbini 2 Marte Ivošević koja početkom 90-ih u potrazi za boljim životom iz bosanskog sela dolazi u Slavoniju. Redatelj i scenarist je Eduard Galić. Scenarij je napisan prema pripovijetci Ivana Aralice. Glume Ksenija Pajić, Sanja Vejnović, Dragan Despot i dr.